# David Connolly
David James Connolly (Londra, 6 giugno 1977) è un ex calciatore irlandese, di ruolo attaccante.

## Palmarès

### Club
- Football League Championship: 1

Sunderland: 2006-2007
- Football League Trophy: 1

Southampton: 2009-2010